# Наджя Хігл
Наджя Хігл (2 січня 1987) — сербська плавчиня.
Учасниця Олімпійських Ігор 2008, 2012 років.
Чемпіонка світу з водних видів спорту 2009 року.
Призерка Чемпіонату Європи з плавання на короткій воді 2009 року.
Призерка літньої Універсіади 2009 року.